# Prunus elaeagnifolia
Prunus elaeagnifolia är en rosväxtart som först beskrevs av Édouard Spach, och fick sitt nu gällande namn av Edward Murray. Prunus elaeagnifolia ingår i släktet prunusar, och familjen rosväxter. Inga underarter finns listade i Catalogue of Life.